# Zé Elias
José Elias Moedim Júnior (Guarulhos, 25 september 1976), voetbalnaam Zé Elias, is een Braziliaans voormalig voetballer. Hij is de broer van doelman Rubinho.

## Clubcarrière
Zé Elias is een jeugdproduct van Corinthians. Bij zijn debuut in het eerste elftal was hij een van de jongste spelers ooit bij de hoofdmacht van de club. Op zeventienjarige leeftijd was hij in beeld bij PSV Eindhoven, maar de transfer liep uiteindelijk spaak. Zé Elias kwam in Europa uiteindelijk met wisselend succes uit voor Bayer Leverkusen, Inter Milan, Bologna FC, Olympiakos Piraeus en Genoa CFC. Met Olympiakos werd hij drie keer op rij landskampioen, maar in geen enkele van die campagnes speelde hij meer dan 18 competitiewedstrijden.
In 2004 keerde Zé Elias na acht jaar terug naar Brazilië, waar hij voor Santos FC ging spelen. In januari 2006 haalde het Oekraïense Metaloerh Donetsk hem terug naar Europa, maar daar speelde hij geen enkele officiële wedstrijd. Zé Elias stak vervolgens nog enkele keer de plas over tussen Europa en Brazilië. In maart 2008 hield Zé Elias het voetballen voor bekeken en nam hij een scoutingrol op voor Inter Milan in Brazilië, maar enkele maanden later maakte hij zijn comeback als speler bij het Oostenrijkse SC Rheindorf Altach. In 2009 stopte hij definitief als speler.

## Interlandcarrière
Zé Elias maakte op 29 maart 1995 zijn interlanddebuut voor Brazilië in een vriendschappelijke interland tegen Honduras (1-1). Hij nam met zijn land deel aan de Olympische Spelen 1996, waar hij brons won. Met het Braziliaans olympisch elftal nam hij in 1996 ook deel aan de CONCACAF Gold Cup, waar Brazilië als enige niet-CONCACAF-lid uitgenodigd was. Brazilië haalde uiteindelijk de finale, die het met 0-2 verloor van Mexico. Zé Elias viel in de finale na 68 minuten in voor Arílson.

## Erelijst
| Competitie                |             |                           |             |             |
| Competitie                | Aantal      | Jaren                     |             |             |
| Corinthians               | Corinthians | Corinthians               | Corinthians | Corinthians |
| ------------------------- | ----------- | ------------------------- | ----------- | ----------- |
| Campeonato Paulista       | 1x          | 1995                      |             |             |
| Copa do Brasil            | 1x          | 1995                      |             |             |
| Inter Milan               |             |                           |             |             |
| UEFA Cup                  | 1x          | 1997/98                   |             |             |
| Olympiakos Piraeus        |             |                           |             |             |
| Landskampioen Griekenland | 3x          | 2000/01, 2001/02, 2002/03 |             |             |
| Santos FC                 |             |                           |             |             |
| Landskampioen Brazilië    | 1x          | 2004                      |             |             |